# 1750 en santé et médecine
| Années de la santé et de la médecine : 1747 - 1748 - 1749 - 1750 - 1751 - 1752 - 1753    |
| Décennies de la santé et de la médecine : 1720 - 1730 - 1740 - 1750 - 1760 - 1770 - 1780 |

Cet article présente les faits marquants de l'année 1750 en santé et médecine.

## Divers
- Décembre : La Martinière, Premier chirurgien de Louis XV, obtient la révision des règlements des chirurgiens de province[1].
- Ouverture d'une école pratique d'anatomie à Paris, sur l'île de la Cité, « pour permettre aux étudiants de disséquer les cadavres et répéter les opérations[1] ».
- En France, « un « médecin correspondant des épidémies » est nommé dans chaque généralité[2] ».
- « Le Collège royal de chirurgie remplace les cinq chaires de « démonstrateurs royaux » établies en 1724[3]. »
- Vers 1750 : Angélique du Coudray, sage-femme, invente un mannequin conçu pour enseigner l'art des accouchements et connu sous le nom de « machine de madame du Coudray[4] ».

## Personnalités
- Fl. la dame Chevet, sage-femme jurée à Paris, souvent citée par André Levret, Pusos et Elizabeth Nihell, ses contemporains[5].
- Fl. madame de Lunel, sage-femme jurée à Chartres, autrice d'un procédé « fort ingénieux pour connaître le point d'implantation du placenta, sans introduire la main dans la matrice[5] ».

## Naissances
- Jean Joseph Reisser (mort en 1816), docteur en médecine à Thann, en Alsace[6].
- 1738[7] ou 1750 : Charles Deslon (mort en 1786), maître régent à la faculté de médecine de Paris, membre de la Société royale de médecine et médecin ordinaire du comte d'Artois[8].

## Décès
- 20 avril : Jean-Louis Petit (né en 1674), anatomiste[9].